# Josh Reid
Josh Reid (* 3. Mai 2002 in Dingwall) ist ein schottischer Fußballspieler, der bei Ross County unter Vertrag steht.

## Karriere
Josh Reid wurde in Dingwall, im Nordosten der schottischen Highlands geboren. Er begann seine Karriere in seiner Geburtsstadt bei Ross County. Für die Jugendmannschaften des Vereins war er bis zum Jahr 2020 aktiv. Dabei spielte Reid zuletzt in der U21, mit der er unter anderem im Jahr 2019 am Challenge Cup teilnahm und gegen den FC Fraserburgh und die Raith Rovers auf Einsatzminuten kam.
Im Sommer 2020 wurde er in die erste Mannschaft von Trainer Stuart Kettlewell hochgezogen, nachdem der reguläre Linksverteidiger Sean Kelly den Verein verlassen hatte. Ihm zur Seite stellten sie den 34-jährigen Neuzugang Carl Tremarco, den ehemaligen Kapitän des Highland-Nachbarn Inverness Caledonian Thistle, um mit ihm zu konkurrieren und von seiner Erfahrung zu lernen. Er gab sein Debüt für Ross County als Profi am 1. Spieltag der Scottish Premiership Saison 2020/21 in der Partie gegen den FC Motherwell, bei der er als Linksverteidiger begann. Auch an den folgenden Spieltagen konnte er sich als Außenverteidiger in der Mannschaft festigen und absolvierte weitere Erstligaspiele im Trikot seines Jugendvereins.
Im Januar 2021 wechselte der 18-jährige Reid zum englischen Zweitligisten Coventry City.